# Ibn al-Baytar
Ḍiyāʾ al-Dīn Abū Muḥammad ʿAbd Allāh ibn Aḥmad al-Mālaqī, più noto come Ibn al-Bayṭār o Ibn al-Bīṭār (in arabo ابن البيطار‎?; Malaga, 1197 – Damasco, 1248), è stato un botanico, farmacologo e medico arabo-andaluso.

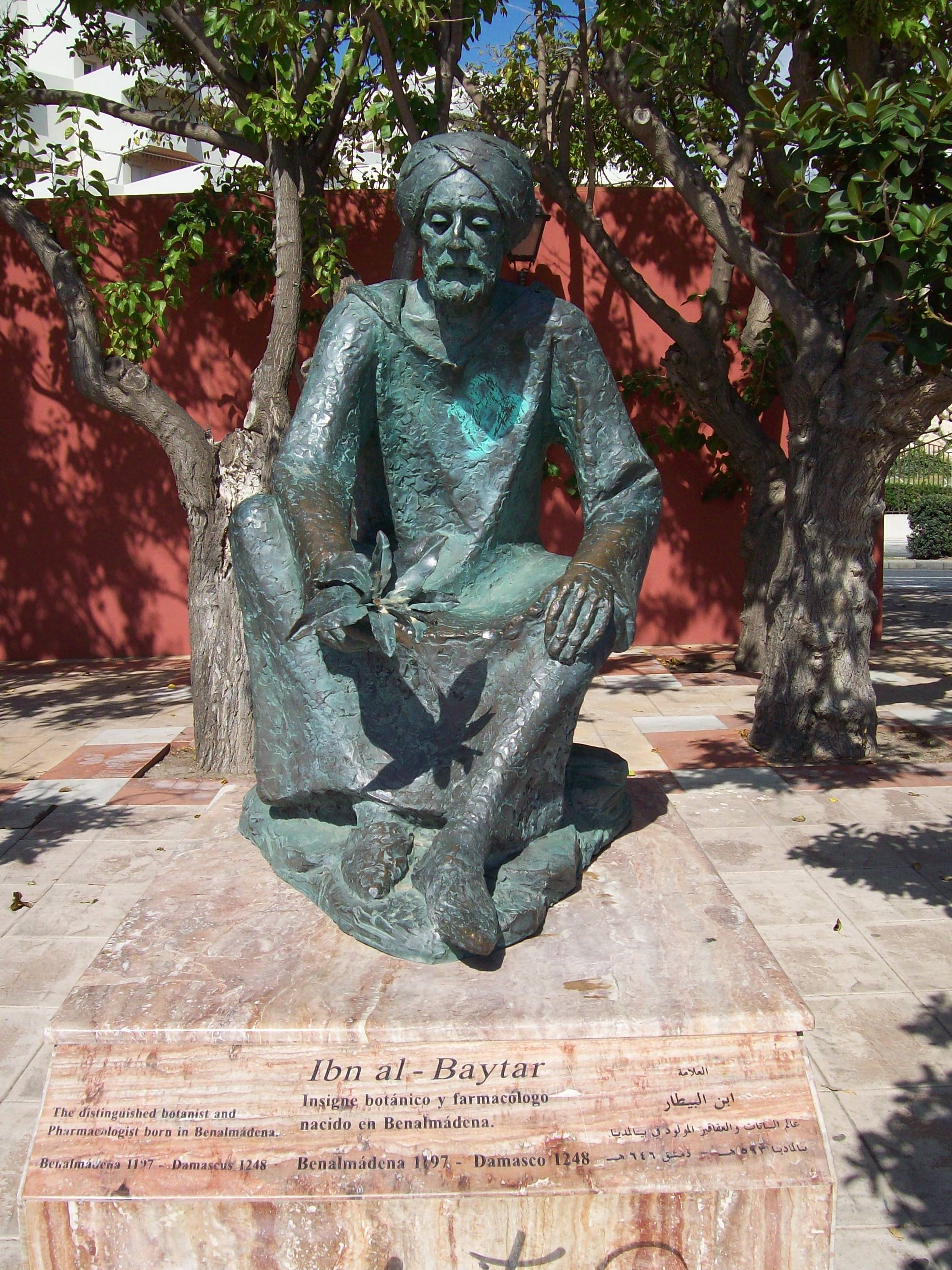
Ibn al-Bayṭār. Da notare che la statua eretta in sua memoria a Benalmádena Costa, riporta come luogo di nascita dello scienziato questa cittadina.

Influenzato da Muḥammad b. Aslam al-Ghafiqi e da Maimonide, influenzò a sua volta Ibn Abī Uṣaybiʿa, l'Armeno Amir Dowlat e Andrea Alpago. Ibn al-Bayṭār fu uno scienziato arabo musulmano, che catalogò 300-400, ma forse addirittura un migliaio, di farmaci.

## Biografia
Divenne esperto di botanica studiando a Siviglia sotto la guida del suo illustre concittadino Abū l-ʿAbbās al-Nabātī, che aveva sviluppato notevolmente questa branca scientifica nel mondo islamico, grazie ai suoi esperimenti empirici e alle sue tecniche scientifiche di coltivazione e di catalogazione. Si avvalse anche degli insegnamenti medici di ʿAbd Allāh b. Ṣāliḥ e di Abū l-Ḥajjāj.
Nel 1220 lasciò la sua città natale e prese a viaggiare in varie parti del mondo musulmano, dall'Ifriqiya all'Asia Minore.
A partire dal 1224 entrò al servizio del Sultano ayyubide al-Malik al-Kamil, che lo nominò suo erborista capo. Nel 1227 il Sultano ne estese la sua autorità includendo, oltre al Cairo, anche Damasco e si fece accompagnare da Ibn al-Bayṭār in Siria, dandogli l'opportunità di raccogliere, catalogare e studiare diverse varietà di piante locali.

Le conoscenze di Ibn al-Bayṭār spaziavano anche sulle piante della Penisola araba e della Palestina.
Ibn al-Bayṭār impiegò l'espressione "neve di Cina" (in arabo ثلج الصين‎?, thalj al-Ṣīn) per descrivere il salnitro, scrivendo anche sulla polvere da sparo.

## Compendio dei medicamenti semplici e degli alimenti
Il più importante lavoro di Ibn al-Bayṭār è il Compendio dei medicamenti semplici e degli alimenti (in arabo كتاب الجامع لمفردات الأدوية والأغذية‎?, Kitāb al-jāmiʿ li-mufradāt al-adwiya wa al-aghdhiya). Si tratta di un'enciclopedia di farmacopea che elenca 1400 piante, alimenti e spezie e il loro uso. È organizzato alfabeticamente. Una piccola quantità di lemmi soltanto non sono di natura botanica. Per ognuno di essi Ibn al-Bayṭār espone uno o due brevi commenti e fornisce succinti riassunti di primi autori che si erano occupati di quello stesso tema. Il nucleo delle sue informazioni è una compilazione riguardante quei pionieri: 150 studiosi, oltre a 20 autori greci. Le fonti maggiormente citate sono il De materia medica di Dioscoride Anazarbeo e il secondo libro del al-Qānūn fī ṭibb (Il canone della medicina) di Ibn Sīnā (Avicenna). Entrambe queste fonti hanno punti in comune col lavoro di Ibn al-Bayṭār, ma questi ha trattato la materia in modo più ricco e dettagliato e solo una forte minoranza delle piante utili secondo Ibn al-Bayṭār, o delle loro sostanze non sono affatto trattate da Dioscoride o da Avicenna. Nella sua edizione moderna, il libro ha più di 900 pagine. La versione originale in arabo è stata integralmente pubblicata in lingua tedesca e francese fin dal XIX secolo.
Ibn al-Bayṭār fornisce informazioni chimiche dettagliate sulla produzione di acqua di rose e di acqua di fiori d'arancia. Fa menzione dello Shurūb (Sciroppo), spesso estratto da fiori e foglie rare, usando olio bollente e grasso, successivamente raffreddato da olio di cinnamomo. Gli olii usati erano parimenti estratti dal sesamo e dalle olive. L'olio essenziale era realizzato unendo varie storte, condensando il vapore di queste storte e combinandolo in modo che le goccioline profumate potessero essere impiegate come profumi o per produrre le medicine più costose.

## Kitāb al-mughnī fī l-adwiya al-mufrada
La seconda opera più importante di Ibn al-Baytar è il Kitāb al-mughnī fī al-adwiya al-mufrada, un'enciclopedia della medicina islamica che include le sue conoscenze delle piante usate estensivamente per il trattamento di svariate patologie, inclusi i malesseri come la cefalea, le malattie dell'udito e dell'occhio.

## Altre opere
- Mīzān al-ṭabīb (La bilancia del medico).
- Risāla fī l-aghdhiya wa l-adwiya.
- Maqāla fī l-laymūn (Trattato sul limone), attribuito anche al medico israelita egiziano Ibn Jumayʿ, o Ibn Jāmiʿ (m. 1198); trad. in latino di Andrea Alpago.[2]
- Tafsīr kitāb Diyusqūrīdis, (Commentario sul primo libro della Materia medica di Dioscoride).